# Staatspräsident (Slowenien)
Der slowenische Staatspräsident (slowenisch Predsednik Republike Slovenije) ist das Staatsoberhaupt Sloweniens. Sein Amtssitz befindet sich in der Prešernova-Straße in der Hauptstadt Ljubljana.

## Rechtsstellung und Kompetenzen
Die Stellung des Staatspräsidenten innerhalb des politischen Systems Sloweniens ist vorwiegend repräsentativer Natur. Er wird auf fünf Jahre direkt vom Volk gewählt, eine einmalige Wiederwahl ist möglich. Der Präsident ist der Repräsentant der Republik sowohl in den Außen- wie auch in den Innenbeziehungen und der Oberbefehlshaber der slowenischen Streitkräfte.
Nach Artikel 111 der Verfassung schlägt der Staatspräsident der Staatsversammlung (državni zbor), nach Konsultation mit den Vorsitzenden der in das Parlament gewählten Parteien, einen Kandidaten für das Ministerpräsidentenamt vor.
Im Fall, dass die Staatsversammlung aufgrund eines Ausnahmezustands oder Krieges nicht zusammentreten kann, hat er die Möglichkeit, Notverordnungen mit Gesetzeskraft zu erlassen (jedoch nur auf Vorschlag der Regierung). Solche Notverordnungen müssen aber von der Staatsversammlung bei ihrer nächsten Sitzung bestätigt werden.
Der Staatspräsident spielt auch eine wichtige Rolle in der Besetzung der wichtigsten Ämter innerhalb des slowenischen Justizwesens: So hat er das Recht, alle neun Mitglieder des Verfassungsgerichtshofs (ustavno sodišče) und fünf Mitglieder des elfköpfigen Justizrats (sodni vet) der Staatsversammlung zur Wahl vorzuschlagen. Letzterer spielt eine wichtige Rolle in der Besetzung von Richterämtern.
Weitere Kompetenzen des Staatspräsidenten umfassen:
- die Ausrufung der Wahlen zur Staatsversammlung
- die Promulgation von Gesetzen
- die Ernennung von Staatsbeamten
- die Ernennung und Abberufung slowenischer Botschafter; die Akkreditierung ausländischer diplomatischer Vertreter
- das Begnadigungsrecht
- die Verleihung von Orden und Ehrenzeichen

Wenn die Staatsversammlung es fordert, muss der Staatspräsident in einer bestimmten Sache seine Meinung kundtun. Nach der gegenwärtigen Verfassung genießt der Präsident – im Gegensatz zum Oberhaupt der meisten anderen Staaten – keine politische Immunität.

### Amtsenthebung
Die Staatsversammlung kann den Staatspräsidenten vor dem Verfassungsgerichtshof anklagen, wenn dieser gegen die Verfassung beziehungsweise gravierend gegen ein Gesetz verstößt. Eine Zweidrittelmehrheit der Richter kann in der Folge den Präsidenten seines Amtes entheben. Bis zu einer Entscheidung über das Zutreffen der Anklage kann der Gerichtshof den Präsidenten vorübergehend von der Ausübung seines Amtes entbinden.

## Liste der slowenischen Staatspräsidenten
| Staatspräsidenten der Republik Slowenien | Staatspräsidenten der Republik Slowenien | Staatspräsidenten der Republik Slowenien | Staatspräsidenten der Republik Slowenien | Staatspräsidenten der Republik Slowenien | Staatspräsidenten der Republik Slowenien | Staatspräsidenten der Republik Slowenien |
| #                                        | Bild                                     | Name                                     | Lebensdaten                              | Amtsantritt                              | Amtsaustritt                             | Partei                                   |
| ---------------------------------------- | ---------------------------------------- | ---------------------------------------- | ---------------------------------------- | ---------------------------------------- | ---------------------------------------- | ---------------------------------------- |
| 1                                        | Milan Kučan                              | Milan Kučan 1                            | * 1941                                   | 10. Mai 1990                             | 22. Dezember 2002                        | ZLSD                                     |
| 2                                        | Janez Drnovšek                           | Janez Drnovšek                           | 1950–2008                                | 23. Dezember 2002                        | 22. Dezember 2007                        | LDS                                      |
| 3                                        | Danilo Türk                              | Danilo Türk                              | * 1952                                   | 23. Dezember 2007                        | 22. Dezember 2012                        | Parteilos                                |
| 4                                        | Borut Pahor                              | Borut Pahor                              | * 1963                                   | 23. Dezember 2012                        | 22. Dezember 2022                        | SD                                       |
| 5                                        | Nataša Pirc Musar                        | Nataša Pirc Musar                        | * 1968                                   | 22. Dezember 2022                        | amtierend                                | Parteilos                                |